# Phaonia cincta
Phaonia cincta är en tvåvingeart som först beskrevs av Zetterstedt 1846.  Phaonia cincta ingår i släktet Phaonia och familjen husflugor. Arten är reproducerande i Sverige. Inga underarter finns listade i Catalogue of Life.

## Bildgalleri

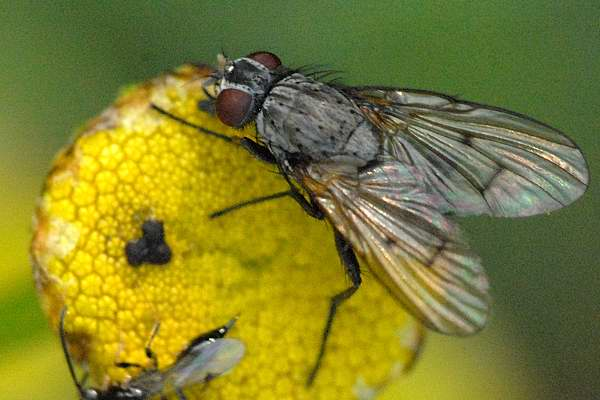
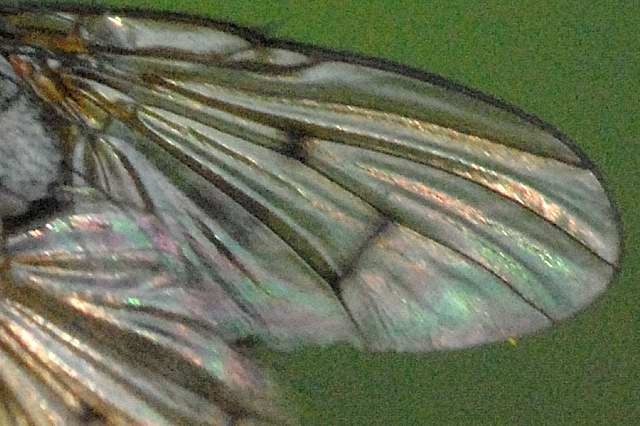